# NeNe Leakes
Linnethia Monique "NeNe" Leakes, född Johnson den 13 december 1967 i Queens, New York, är en amerikansk skådespelare, TV-personlighet, programledare, författare och modedesigner. 
Hon är mest känd för sin medverkan i serien The Real Housewives of Atlanta som visar förmögna kvinnors liv i Atlanta, Georgia. Serien har även visats på svensk tv på TV3. År 2013 fick hon sin egen spin-off serie I Dream of NeNe: The Wedding som visade hennes förberedelser inför bröllopet med Gregg Leakes. Hon producerade serien delvis själv genom sitt produktionsbolag NeNe Leakes Entertainment.
Leakes har spelat karaktären Roz Washington i TV-serien Glee, och Rocky Rhoades i komediserien The New Normal. Leakes deltog också i The Celebrity Apprentice där hon hamnade på sjunde plats. Hon deltog också i Dancing with the Stars under dess artonde säsong. Från och med 25 november 2014 medverkar NeNe Leakes i Broadway-musikalen Cinderella.
Leakes har innan sin medverkan i Real Housewives spelat i filmen The Fighting Temptations mot Cuba Gooding Jr och hon medverkade också i serien The Parkers. År 2011 släppte hon memoarboken Never Make the Same Mistake Twice: Lessons on Love and Life Learned the Hard Way.
Leakes föddes i Queens i New York men växte från fyra års ålder upp i staden Athens, Georgia.